# Internazionali BNL d’Italia 2007
Die Internazionali BNL d’Italia 2007 sind der Name eines Tennisturniers der WTA Tour 2007 für Damen sowie eines Tennisturniers der ATP Tour 2007 für Herren, welche zeitgleich vom 7. bis zum 13. Mai 2007 in Rom stattfanden.

## Herrenturnier
→ Hauptartikel: Internazionali BNL d’Italia 2007/Herren

## Damenturnier
→ Hauptartikel: Internazionali BNL d’Italia 2007/Damen